# 광양소방서
광양소방서(光陽消防署, Gwangyang Fire Station)는 전라남도 광양시를 관할하는 전라남도 소방본부 산하의 소방서이다.
소방서장은 소방정으로 보한다.

## 연혁
- 1990년 3월 24일: 동광양소방서 개서
- 1995년 4월 24일: 광양소방서로 변경

## 조직
| - 소방과 - 소방계 - 장비계 | - 방호구조과 - 방호구조계 - 예방안전계 | - 현장대응단 - 진압팀 - 조사지원팀 - 119구조대 |

## 관할센터 및 관할구역
광양소방서는 4개의 119안전센터와 1개의 구조대를 산하에 두고 있다.
| 명칭                 | 사진 | 주소                       | 관할구역                              | 지역대                                    |
| -------------------- | ---- | -------------------------- | ------------------------------------- | ----------------------------------------- |
| 중마119안전센터      |      | 광양시 중마중앙로 109      | 광양시 중마동, 골약동                 |                                           |
| 금호119안전센터      |      | 광양시 희망길 12-12        | 광양시 금호동, 태인동, 진월면         | 진월119지역대                             |
| 광영119안전센터      |      | 광양시 금영로 87           | 광양시 광영동, 옥곡면, 진상면, 다압면 | 옥곡119지역대 진상119지역대 다압119지역대 |
| 광양119안전센터      |      | 광양시 광양읍 서천변로 175 | 광양시 광양읍, 봉강면, 옥룡면         | 봉강119지역대 옥룡119지역대               |
| 광양소방서 119구조대 |      | 광양시 중마중앙로 109      | 전라남도 광양시                       |                                           |

## 같이 보기
- 대한민국 소방청
- 대한민국의 소방
- 소방관 계급